# 루시 헤일
루시 헤일(Lucy Hale, 1989년 6월 14일 ~ )은 미국의 배우, 가수이다. 텔레비전 경연 프로그램인 《아메리칸 주니어스》 2003년 시즌 1 우승자 5명 중 한 명이다. 드라마 《프리티 리틀 라이어스》(2010-17)의 아리아 몽고메리 역으로 잘 알려져있다.

## 영상 목록

### 영화
- 청바지 돌려 입기 2 (2008)
- 스크림 4 (2011)
- 신데렐라 스토리: 원스 어폰 어 송 (2011)
- 트루스 오어 데어 (2018) - 올리비아 역
- 녀석들의 졸업백서 (2018) - 릴리 역
- 컬러풀 디자이어 (2018, The Unicorn) - 제시 역
- 나이스 걸 라이크 유 (2020) - 루시 닐 역

### 애니메이션 영화
- 팅커벨 4: 날개의 비밀 (2012)
- 밀리언 달러 트러블 (2019) - 조이 벨 역

### 텔레비전
- 아메리칸 주니어스 (2003, American Juniors) - 시즌 1 우승
- 바이오닉 우먼 (2007, Bionic Woman)
- 프리빌리지드 (2008-09, Privileged)
- 프리티 리틀 라이어스 (2010-17)
- 라이프 센텐스 (2018)

## 음반 목록

### 정규 앨범
- Road Between (2014)